# Державна печатка Палау
Державна печатка Палау — це державний символ Республіки Палау. Він був прийнятий 1 січня 1981 року, в день введення самоуправління.
Державна печатка Республіки Палау є колом, у центрі якого зображено будівлю, перекриту полотнищем, зверху розміщений напис Olbiil era kelulau, знизу Republic of Palau. Печатка є чорно-білою і не має кольорів. За своїм зовнішнім виглядом печатка нагадує попередню печатку Підопічної території Тихоокеанських Островів.